# Отеп Шамая
Отеп Шамая (нар. 7 листопада 1979) — американська авторка-виконавиця, акторка, поетеса, письменниця та художниця. Найбільш відома як вокалістка метал-гурту Otep, назва якого походить від її імені. У 2010 році Отеп Шамая була номінована на нагороду GLAAD Media Awards, де отримала статус «Видатної музичної виконавиці» («Outstanding Music Artist») за альбом Smash the Control Machine на 21-й церемонії GLAAD Media Awards, поряд із такими виконавцями, як Lady Gaga та Адам Ламберт.

## Ранні роки
Отеп Шамая народилася 7 листопада 1979 року в Лос-Анджелесі, Каліфорнія.
2010 року на каналі організації RAINN на YouTube вийшло відео, у якому Отеп Шамая розповіла у загальних рисах про своє дитинство, та те, як воно вплинуло на її майбутнє життя:

| «Моє дитинство було сповнене бідності та жорстокості… Не було куди від цього подітися, не було людини, яка б прийшла й допомогла мені. Тому я завжди думала, що якщо б я могла стати такою людиною для когось іншого — я б стала нею.»[3] Оригінальний текст (англ.) «My childhood was full of poverty and violence… There wasn't any place to go, there wasn't anybody who came to help me. So I always thought that if I could be that person for someone else, I would.» |

## Кар'єра
Співачка дебютувала на сцені у 2000 році зі своїм гуртом Otep. Вони випустили загалом шість студійних альбомів — Sevas Tra (червень 2002), House of Secrets (липень 2004), The Ascension (жовтень 2007), Smash the Control Machine (серпень 2009), Atavist (квітень 2011) та Hydra (січень 2013).
Отеп також виступила у телевізійній програмі Def Poetry каналу HBO, у якій транслюються виступи й перформанси сучасних визначних поетів та поетів-початківців — у формі художньої декламації. Перше друковане видання збірки поезій та ілюстрацій авторства Отеп Шамаї стало доступне публіці у листопаді 2006 року — ексклюзивно на сайті Lulu.com. У серпні 2007 року її перша електронна збірка друкованих поем та ілюстрацій вийшла у формі електронної книги під назвою Little Sins.

### Суперечки
Пісня Шамаї під назвою «Menocide» була засуджена Робертом Франкліном із організації Fathers & Families, як така, що пропагує умисне вбивство чоловіків. За текстом пісні, чоловіки — це «інфекційний людський непотріб» («infectious human waste»), а ті, хто зазнає від них утисків, повинні «умертвляти їх» («give death to them»), та здійснювати «меноцид» (від англ. men — чоловіки). У своєму блозі Отеп Шамая дала відповідь на критику, за якою її праця начебто є «сповненою ненависті до чоловіків», сказавши таке:

| «Я не сприймаю цього таким чином. Справді, я — емоційна особа, і використовую гнівні слова, але вони спрямовані (головним чином) на ІДІОТІВ та ВИРОДКІВ. Можливо, це ВИ рівняєте всіх чоловіків до негідників такого типу. Але не я. Я — рівних нагод розподілювач люті. Ха!»[5] Оригінальний текст (англ.) «I don't see it that way. Indeed, I am an emotional person and I use angry words, but they are aimed (mostly) at IDIOTS and MONGRELS. Perhaps YOU equate men with the likes of those scourge. But not me. I am an equal opportunity dispenser of rage. Ha!» |

## Особисте життя
Отеп Шамая відкрито визнає, що вона — лесбійка та вегетаріанка. Вона також відома як захисниця прав тварин. Шамая взяла участь у з'їзді Демократичної партії США 2008 року, де їй було надано слово, і вона виголосила промову.

## Дискографія

### Студійні альбоми
| Sevas Tra                                                                               | - Випущено: 18 червня, 2002 - Лейбл: Capitol - Формат: CD, цифрове завантаження           | 145 | —  | —  | —   | 86 |
| House of Secrets                                                                        | - Випущено: 27 липня, 2004 - Лейбл: Capitol - Формат: CD, цифрове завантаження            | 93  | —  | —  | 102 | —  |
| The Ascension                                                                           | - Випущено: 30 жовтня, 2007 - Лейбл: Capitol, Koch - Формат: CD, LP, цифрове завантаження | 81  | 6  | 25 | —   | —  |
| Smash the Control Machine                                                               | - Випущено: 18 серпня, 2009 - Лейбл: Victory - Формат: CD, цифрове завантаження           | 47  | 6  | 13 | —   | —  |
| Atavist                                                                                 | - Випущено: 26 квітня, 2011 - Лейбл: Victory - Формат: CD, цифрове завантаження           | 61  | 10 | 19 | —   | —  |
| Hydra                                                                                   | - Випущено: 22 січня, 2013 - Лейбл: Victory - Формат: CD, цифрове завантаження            | 133 | 22 | 39 | —   | —  |
| «—» позначає записи, які не увійшли у чарти, або ж не були випущені на даній території. |                                                                                           |     |    |    |     |    |

### Концертні альбоми
| Назва                  | Деталі щодо альбому                                                               |
| ---------------------- | --------------------------------------------------------------------------------- |
| Sounds Like Armageddon | - Випущено: 6 листопада, 2012 - Лейбл: Victory - Формат: CD, цифрове завантаження |

### Міні-альбоми
| Назва              | Деталі щодо альбому                                                             |
| ------------------ | ------------------------------------------------------------------------------- |
| Jihad              | - Випущено: 19 червня, 2001 - Лейбл: Capitol - Формат: CD, цифрове завантаження |
| Wurd Becomes Flesh | - Випущено: 2005 - Лейбл: Самвидав - Формат: CD                                 |

### Сингли
| Назва                                                                                 | Рік  | Пікова чартова позиція | Пікова чартова позиція | Альбом                    |
| Назва                                                                                 | Рік  | Act. Rock (США)        | Main. Rock (США)       | Альбом                    |
| ------------------------------------------------------------------------------------- | ---- | ---------------------- | ---------------------- | ------------------------- |
| «T.R.I.C. / The Lord Is My Weapon»                                                    | 2001 | —                      | —                      | Jihad                     |
| «Blood Pigs»                                                                          | 2002 | —                      | —                      | Sevas Tra                 |
| «Possession»                                                                          | 2002 | —                      | —                      | Sevas Tra                 |
| «Warhead»                                                                             | 2004 | —                      | —                      | House of Secrets          |
| «Ghostflowers»                                                                        | 2007 | —                      | —                      | The Ascension             |
| «Breed»                                                                               | 2007 | —                      | —                      | The Ascension             |
| «Perfectly Flawed»                                                                    | 2008 | —                      | —                      | The Ascension             |
| «Smash the Control Machine»                                                           | 2009 | 27                     | 28                     | Smash the Control Machine |
| «Rise, Rebel, Resist»                                                                 | 2010 | —                      | —                      | Smash the Control Machine |
| «Fists Fall»                                                                          | 2011 | —                      | —                      | Atavist                   |
| «Not to Touch the Earth»                                                              | 2011 | —                      | —                      | Atavist                   |
| «Apex Predator»                                                                       | 2013 | —                      | —                      | Hydra                     |
| «—» позначає записи, які не увійшли у чарти, або не були випущені на даній території. |      |                        |                        |                           |

#### Промо-сингли
| Назва                   | Рік  | Альбом        |
| ----------------------- | ---- | ------------- |
| «March of the Martyrs»  | 2007 | The Ascension |
| «Necessary Accessories» | 2008 | The Ascension |
| «Special Pets»          | 2008 | The Ascension |

### DVD
- Otep — Abominations (2004)
- Otep — Live Confrontation (2009)

### Музичні відеокліпи
| Рік  | Назва                       |
| ---- | --------------------------- |
| 2001 | «T.R.I.C.»                  |
| 2002 | «Blood Pigs»                |
| 2004 | «Warhead»                   |
| 2004 | «Buried Alive»              |
| 2007 | «Ghostflowers»              |
| 2007 | «Breed»                     |
| 2008 | «Confrontation»             |
| 2008 | «Crooked Spoons»            |
| 2009 | «Smash the Control Machine» |
| 2010 | «Rise, Rebel, Resist»       |
| 2010 | «Run for Cover»             |
| 2011 | «Fists Fall»                |
| 2011 | «Baby's Breath»             |
| 2013 | «Apex Predator»             |